# Tub de timpanostomia

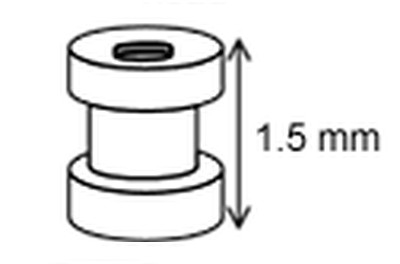
Tub transtimpànic

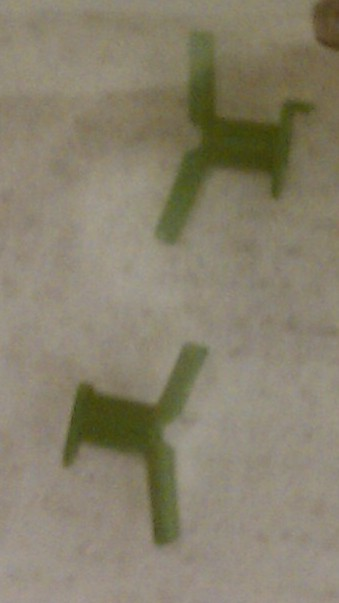
Drenatge transtimpànic

Un tub de timpanostomia  o drenatge transtimpànic és un petit dispositiu que s'insereix en la membrana timpà per permetre la ventilació de l'orella mitjana i poder drenar així els líquids que s'hi acumulen a dins. L'objecte té la forma d'un petit rodet semblant a la "roda Malabar" de tipus diabolo, una forma que el permet mantenir-se ferm amb la membrana del timpà. La cirurgia en la que s'implanta un drenatge de timpanostomia és una paracentesi.
El drenatge transtimpànic  serveix per a ventilar l'orella mitjana quan la trompa d'Eustaqui no compleix la seva funció. La seva inserció permet l'assecat de les secrecions patològiques i la curació de la mucosa. S'utilitza en el tractament de l'otitis mitjana aguda repetitiva.